# Carl Sandblom
Carl Gustav Sandblom (ur. 21 sierpnia 1908 w Oslo, zm. 1 czerwca 1984 w Nicei) – szwedzki prawnik i żeglarz, olimpijczyk, zdobywca brązowego medalu w regatach na Letnich Igrzyskach Olimpijskich w 1928 roku w Amsterdamie.
Na Letnich Igrzyskach Olimpijskich 1928 zdobył brąz w żeglarskiej klasie 8 metrów. Załogę jachtu Sylvia tworzyli również Wilhelm Törsleff, Clarence Hammar, Philip Sandblom, John Sandblom i Tore Holm.
Prawnik, sędzia, burmistrz Nyköping w latach 1953–1968.
Syn Johna i brat Philipa Sandbloma, również żeglarzy-olimpjjczyków.